# П'яченца (провінція)
Провінція П'яченца (італ. Provincia di Piacenza) — провінція в Італії, у регіоні Емілія-Романья. 
Площа провінції — 2 589 км², населення — 291 820 осіб.
Столицею провінції є місто П'яченца.

## Географія

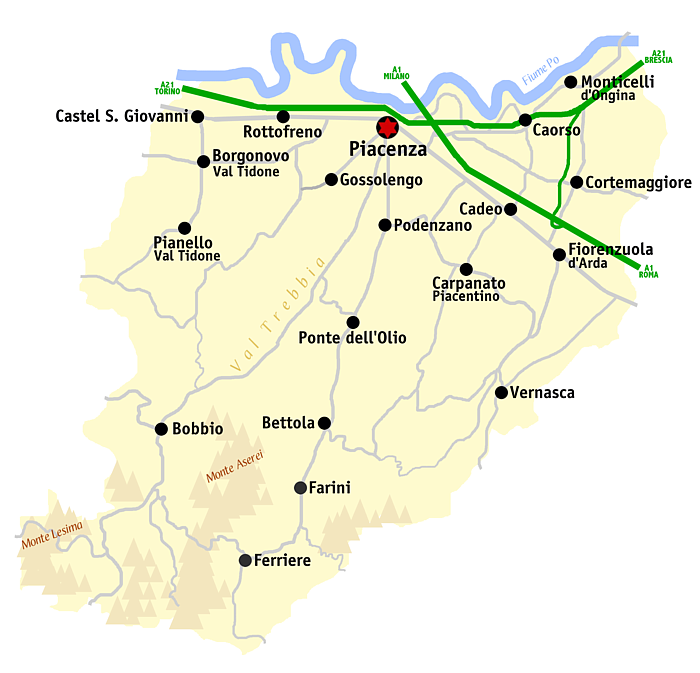
Мапа провінції

Межує на півночі і на заході з регіоном Ломбардія (провінцією Лоді, провінцією Кремона і провінцією Павія), на заході з регіоном П'ємонт (провінцією Алессандрія), на сході з провінцією Парма, на півдні з регіоном Лігурія (провінцією Генуя).

## Основні муніципалітети
Найбільші за кількістю мешканців муніципалітети (ISTAT):
- П'яченца - 100.827 осіб
- Фіоренцуола-д'Арда - 14.621 осіб
- Кастель-Сан-Джуянні - 13.696 осіб
- Роттофрено - 10.961 осіб
- Поденцано - 8.751 осіб

## Міста
- Пігаццано